# NGC 7391
NGC 7391 في الفهرس العام الجديد، هي مجرة، تقع في كوكبة الدلو. اكتشفت في 1 أكتوبر 1785 بواسطة ويليام هيرشل.

## روابط خارجية
- NGC 7391 على موقع ويكي سكاي: DSS2, SDSS, GALEX, IRAS, Hydrogen α, X-Ray, Astrophoto, Sky Map, Articles and images